# ديفيد لي (لاعب كرة قدم)
ديفيد لي (10 أبريل 1958 بسنغافورة - ) هو لاعب كرة قدم سنغافوري في مركز حراسة المرمى. شارك مع منتخب سنغافورة لكرة القدم. أما مع النوادي، فقد لعب مع نادي غيلانغ إنترناشونال وSingapore FA ‏.

## وصلات خارجية
- ديفيد لي على موقع قاعدة بيانات كرة القدم.إي يو (الإنجليزية)
- ديفيد لي على موقع قاعدة بيانات كرة القدم.إي يو (الإنجليزية)